# Macquarie University
Macquarie University er et offentligt forskningsuniversitet i Sydney-forstaden Macquarie Park i Australien. Det blev grundlagt i 1964 af regeringen i New South Wales, som det tredje universitet i Sydney.
Universitetet har fire fakulteter, såvel som Macquarie University Hospital og Macquarie Graduate School of Management, der begge ligger på universitetets campus. 
Universitetet var det første i Australien til helt at følge Bolognaprocessen.
QS World University Rankings rangerede Macquarie University som nummer 195 i verden i 2023.

## Historie
Macquarie University blev formelt etableret i 1964. Som lokation blev valgt et område i forstaden North Ryde, som dengang lå i udkanten af Sydney. Universitetet blev opkaldt efter Lachlan Macquarie, en af de første guvernører i New South Wales.
Den oprindelige plan var at universitet skulle være centrum for et nyt højteknologisk område lige  som Stanford University i Palo Alto i Californien. 
Macquarie University åbnede for studerende 6. marts 1967 med det, der svarede til 622 fuldtidsstuderende. I 1969 var dette tal steget til 1.200.
Macquarie voksede yderligere i 1970'erne og 1980'erne. I 1972 blev Macquarie Law School oprettet, som det tredje jurastudium i Sydney.
I 2013 blev universitetet det første i Australien til helt at følge Bolognaprocessen.

## Campus
Macquarie Universitys hovedcampus ligger omkring 16 kilometer nordvest for Sydney centrum. Det dækker 126 hektar med både store græsplæner og naturlig vegetation. Det ligger samtidigt i Sydneys højteknologiske korridor tæt på Macquarie Park og dens industrivirksomheder. Universitetets placering har været afgørende for dets udvikling til et forskningsintensivt universitet.
Udover universitetsbygningerne rummer campus også Macquarie University Research Park, kollegier, museer, kunstgallerier, skulpturpark, observatorium, sportscenter og det private Macquarie University Hospital. Universitetet har også som det eneste i Australien sin egen jernbanestation på campus. Campus har sit eget postnummer, 2109.

### Macquarie University Hospital
Macquarie blev i 2010 det første universitet i Australien, der ejer og driver et privat hospital. Hospital ligger på campus og bliver drevet som et non-profit uddannelseshospital Hospitalet har 183 senge og 13 operationsstuer. Det ligger samme sted som Australian School of Advanced Medicine.